# 森本順三郎
森本 順三郎（もりもと じゅんざぶろう、生没年不詳）は、江戸時代末期から大正時代にかけての地本問屋。

## 来歴
円泰堂と号す。文久3年（1863年）正月に創業。浅草瓦町与八地借り、浅草区瓦町2番地で営業しており、月岡芳年、歌川芳虎、2代歌川広重、3代目歌川広重、豊原国周、楊洲周延、楊斎延一らの作品を出版している。明治26年（1893年）から明治27年（1894年）、東京地本彫画営業組合の組合長を務めている。

## 作品
- 2代目歌川広重 『末広五十三次』 大錦 合版シリーズ 慶応1年（1865年）
- 3代目歌川広重  『横浜各国商館真図』大錦3枚続 明治5年（1872年）
- 豊原国周『善悪三拾六美人』 大錦揃物 明治9年（1876年）
- 歌川芳虎  『信州川中島両将直戦之図』 大錦3枚続  明治10年（1877年） ※孟斎芳虎画の落款
- 月岡芳年 『鹿児島征討紀聞 月』 大錦3枚続 明治10年（1877年）
- 月岡芳年 『大日本史略図会 第九十一代亀山天皇』大錦3枚続 明治12年（1879年）
- 月岡芳年『新柳二十四時』 大錦24枚揃 合版の揃物 明治13年（1880年）
- 豊原国周 『奥州安達原』 大錦3枚続
- 楊洲周延 『倭風俗公園の雪』 大錦3枚続 明治25年（1892年）
- 楊斎延一 『朝鮮王城大院君参殿ノ図』大錦3枚続 明治27年（1894年）